# Stars Hollow

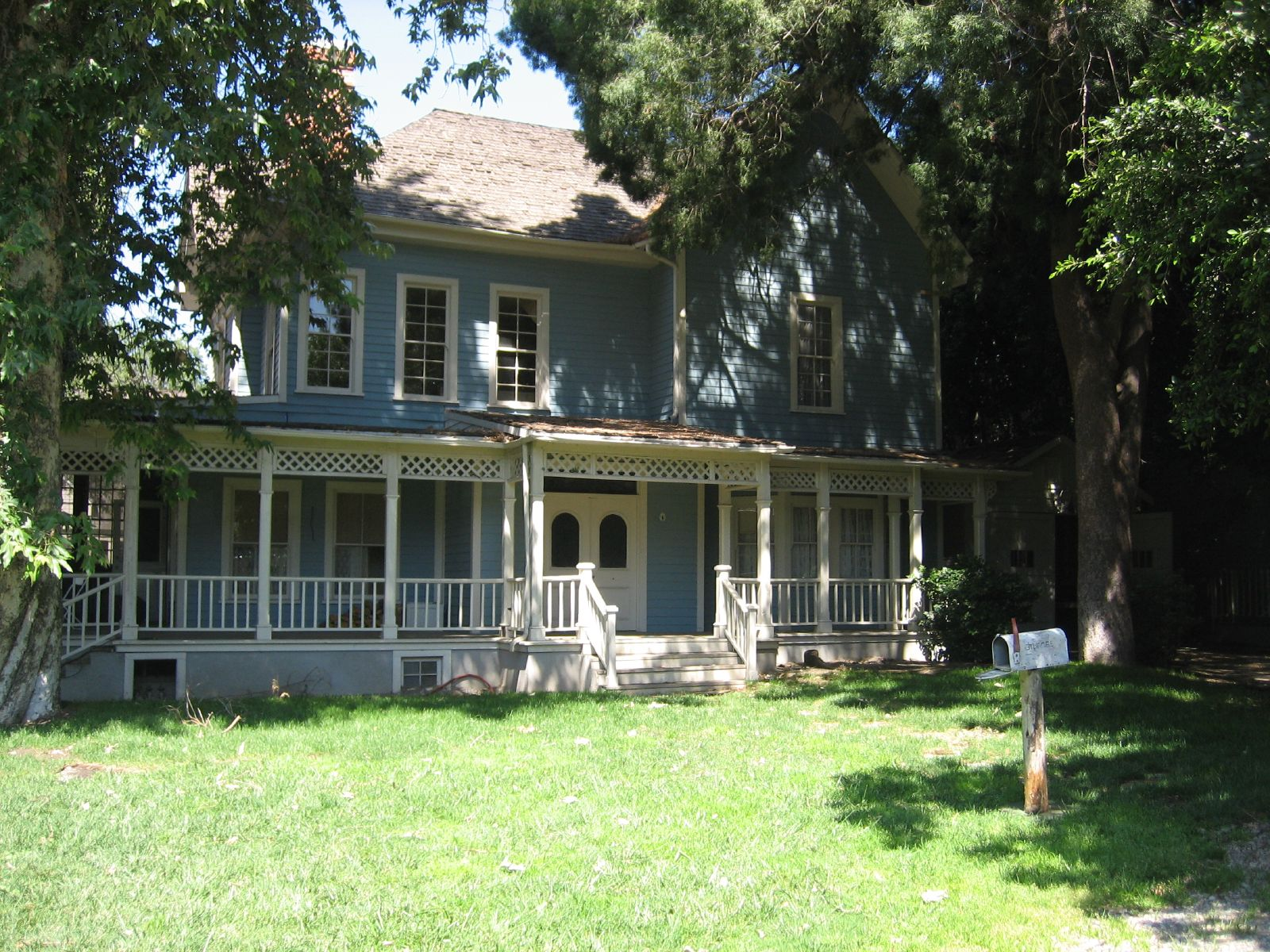
Casa de Lorelai Gilmore en la serie de Stars Hollow

Stars Hollow es un pueblo ficticio de unos 9973 habitantes aproximadamente, que sirve de escenario para la serie de televisión estadounidense, Gilmore Girls. Stars Hollow se encuentra a 30 minutos de Hartford, capital del estado de Connecticut, en los Estados Unidos de América. El pueblo está inspirado en Washington Depot.

## Historia y geografía del pueblo
Stars Hollow fue fundado en 1779, y existen diversas leyendas acerca del origen de su nombre, que se contaran a lo largo de las temporadas. En la 1.ª temporada se nos cuenta la leyenda de dos enamorados que al huir de sus casas se encuentran en el lugar que ocupa el pueblo. 
Según la Sociedad Histórica de Stars Hollow (en inglés: Stars Hollow Historical Society), la Calle Tres (en inglés: Third Street), es uno de los sitios históricos más importantes del pueblo. Dicha calle era conocida en el siglo XVIII como «Sores and Boils Alley» (el callejón de los forúnculos), y gente de toda la región acudía allí para curar sus forúnculos e infecciones. También se dice que allí funcionaba una colonia de leprosos. En la actualidad, en la Calle Tres funciona el hotel de Lorelai Gilmore, «Dragonfly Inn».
En el centro del pueblo existe una plaza con un gazebo y una estatua de Casimir Pulaski. Casi todos los locales comerciales están cercanos a esta plaza.

## Establecimientos y edificios
El pueblo cuenta con los siguientes establecimientos:
- Café Luke's: cafetería más popular del pueblo, donde Luke Danes trabaja. Antiguamente era una ferretería propiedad de su padre. Las chicas siempre van allí.
- Dragonfly Inn: posada que Lorelai y Sookie abren al final de la 4.ª temporada.
- Doose's: pequeño supermercado, propiedad de Taylor. Allí trabajo durante un tiempo Dean, novio de Rory durante tres temporadas.
- Vieja heladeria de Taylor: local alquilado por Taylor a partir de la 3.ª temporada. En la 4.ª temporada hace una reforma en el local, instalando una gran ventana con vistas al café de Luke.
- Antigüedades Kim's: Lane y la señora Kim llevan esta pequeña tienda de antigüedades dentro de su casa. Ellas viven en la parte superior.
- Blanco, Negro y Rojo: Biblioteca que funciona a veces como cine, recibe su nombre por los sofás del establecimiento. Podemos ver a las chicas allí en ocasiones ("Tenemos una virgen de pipi")
- Estudio de danza de Miss Patty: sala de baile, regentada por la adorable y cotilla Miss Patty, donde todos los jueves se celebran las reuniones del pueblo.
- Weston's Bakery: pastelería del pueblo. Su dueña Frank Weston murió en la 3.ª temporada.
- El mundo de las tortitas de Al: Frecuentado por las chicas, a pesar de no haber salido en ningún capítulo.
- Le chat club: Tienda para animales y regalos, todos ellos marcados con el sello de un gato.
- La pizzeria de Pete: donde las chicas piden la pizza a domicilio, y encargado de hacer la pizza gigante para el cumpleaños de Lorelai.

## Festivales y eventos
Stars Hollow cuenta con diversas fiestas y eventos:
- Festival de las Pinturas Vivientes (4.ª temporada)
- Subasta anual de cestas de Pícnic (2.ª temporada)
- Representación del día de Star Hollow (cada temporada lo interpretan de una forma distinta)
- Festival Loco de Verano (3.ª temporada)
- Maratón de Baile (3.ª temporada, en el que tienen que estar 24h bailando sin parar)
- Festival de la Hoguera
- Festival de Invierno (3.ª temporada, 6.ª temporada)
- Maratón de Punto (7.ª temporada, para arreglar el puente de nuevo)
- Karaoke
- Festival de primavera (7.ª temporada, en la que construyen un gran laberinto de heno que ocupa toda la plaza del pueblo)

- Datos: Q745173